# Локсодрома
Локсодрома је крива спиралног облика кој обмотава Земљин елипсоид и сијече све меридијане под истим углом. Приближава се полу али га никад не достиже. На Меркаторовој карти, гдје су меридијани међусобно паралелне линије, и локсодрома се види као права линија.
Константни угао који л. затвара с меридијанима зове се локсодромски (прави) курс авиона или брода. Та особине л. даје Меркаторовој карти предност јер се и курс може представити равном линијом.